# Coupe du monde féminine de football des moins de 20 ans 2018
Navigation
Édition précédente Édition suivante
La Coupe du monde féminine de football des moins de 20 ans 2018 est la neuvième édition d'une compétition apparue en 2002 et qui a lieu tous les deux ans. Le 19 mars 2015, la FIFA a désigné la France pour accueillir la compétition.
Alors que l'équipe française, en qualité de pays hôte, est qualifiée d'office, les autres pays ont dû passer les tours de qualifications continentaux.
Le titre est remporté par le Japon qui s'impose en finale contre l'Espagne.

## Préparation de l'événement

### Désignation du pays hôte
L'organisation de la Coupe du monde féminine de football des moins de 20 ans est désormais liée à celle de l'organisation de la Coupe du monde féminine de football se déroulant l'année suivante.

La France était seulement en concurrence avec la Corée du Sud pour l'obtention de l'organisation, l'Angleterre, la Nouvelle-Zélande et l'Afrique du Sud ayant déclaré forfait. Le Japon et la Suède avaient également manifesté leur intérêt, sans déposer de candidature. Le 19 mars 2015, la FIFA attribue l'organisation des deux tournois féminins à la France.

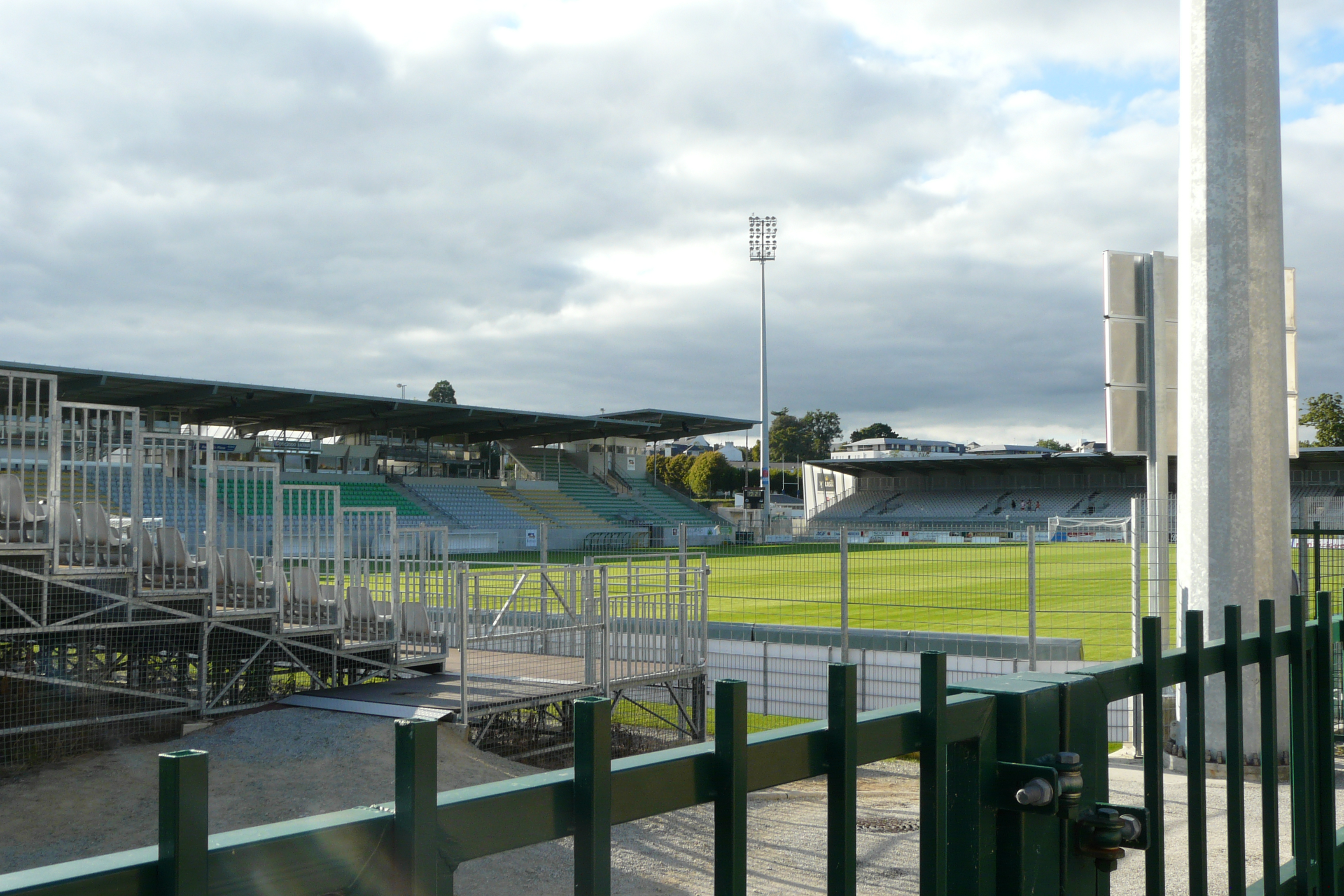
Stade de la Rabine à Vannes.

### Villes et stades retenus
Les quatre villes hôtes, toutes situées en Bretagne, ont été annoncées le 7 septembre 2017 :
- Stade Guy-Piriou, Concarneau, capacité maximale : 5 800 - capacité (FIFA) : 2 332.
- Stade du Clos Gastel, Dinan-Léhon, capacité maximale : 2 000 - capacité (FIFA) : 1 971[note 1].
- Stade Marville, Saint-Malo, capacité maximale : 2 500 - capacité (FIFA) : 2 233.
- Stade de la Rabine, Vannes, capacité maximale : 7 500 - capacité (FIFA) : 5 440.

## Acteurs de la Coupe du monde

### Équipes qualifiées
| Europe (UEFA) 5 places, dont une au titre de pays-hôte Championnat d'Europe des moins de 19 ans                                                         | Amérique du Sud (CONMEBOL) 2 places Sudamericano Femenino des moins de 20 ans 2018                                                      | Afrique (CAF) 2 places Coupe d'Afrique des nations des moins de 20 ans 2018        |
| --- | --- | ---------------------------------------------------------------------------------- |
| - France, pays hôte: 7e phase finale - Allemagne: 9e phase finale - Angleterre: 5e phase finale - Espagne: 3e phase finale - Pays-Bas: 1re phase finale | - Brésil: 9e phase finale - Paraguay: 2e phase finale                                                                                   | - Ghana: 5e phase finale - Nigeria: 9e phase finale                                |
| Océanie (OFC) 1 place Championnat d'Océanie des moins de 20 ans 2017                                                                                    | Amérique du Nord, Centrale et Caraïbes (CONCACAF) 3 places Championnat d'Amérique du Nord, centrale et Caraïbe des moins de 20 ans 2018 | Asie (AFC) 3 places Championnat d'Asie des nations des moins de 19 ans 2017        |
| - Nouvelle-Zélande: 7e phase finale | - Mexique: 8e phase finale - États-Unis: 9e phase finale - Haïti: 1re phase finale                                                      | - Japon: 7e phase finale - Corée du Nord: 6e phase finale - Chine: 6e phase finale |

## Tirage au sort
| Pot 1                                                                      | Pot 2                                               | Pot 3                              | Pot 4                                      |
| -------------------------------------------------------------------------- | --------------------------------------------------- | ---------------------------------- | ------------------------------------------ |
| - France (Pays-hôte) - Corée du Nord (tenant du titre) - Allemagne - Japon | - Nigeria - États-Unis - Mexique - Nouvelle Zélande | - Brésil - Espagne - Ghana - Chine | - Angleterre - Paraguay - Pays-Bas - Haïti |

À quatre reprises, une équipe de chaque pot est tirée au sort pour être affectée dans un des quatre groupes.
Les rencontres du tournoi se disputent selon les lois du jeu, qui sont les règles du football définies par l'International Football Association Board (IFAB).

## Premier tour
Les seize équipes sont réparties en quatre groupes de quatre. Chacune affronte les trois autres de son groupe. À l'issue des trois journées, les deux premières de chaque groupe sont qualifiées pour les quarts de finale (où chaque première de groupe affronte la seconde d'un autre groupe).
Règles de départage
Chaque équipe reçoit trois points pour une victoire et un pour un match nul. En cas d'égalité de points, les critères suivants sont utilisés pour le classement ou le départage :
1. la différence de buts ;
2. le plus grand nombre de buts marqués ;
3. le plus grand nombre de points obtenus dans les matches de groupe entre les équipes concernées ;
4. la différence de buts particulière dans les matches de groupe entre les équipes concernées ;
5. le plus grand nombre de buts marqués dans les matches de groupe entre les équipes à égalité ;
6. les points disciplinaires, basés sur le nombre de cartons jaunes et rouges reçus.
7. tirage au sort par la commission d’organisation de la FIFA si les équipes ne peuvent être départagées sur une place qualificative suivant les critères précédents.

### Groupe A
| Rang | Équipe           | Pts | J | G | N | P | Bp | Bc | Diff |
| ---- | ---------------- | --- | - | - | - | - | -- | -- | ---- |
| 1    | France           | 7   | 3 | 2 | 1 | 0 | 8  | 1  | +7   |
| 2    | Pays-Bas         | 6   | 3 | 2 | 0 | 1 | 6  | 5  | +1   |
| 3    | Ghana            | 3   | 3 | 1 | 0 | 2 | 2  | 8  | -6   |
| 4    | Nouvelle-Zélande | 1   | 3 | 0 | 1 | 2 | 1  | 3  | -2   |

| Match | Date    | Lieu       | Équipe 1         | Résultat | Équipe 2         |
| ----- | ------- | ---------- | ---------------- | -------- | ---------------- |
| 1     | 5 août  | Vannes     | France           | 4–1      | Ghana            |
| 2     | 5 août  | Vannes     | Nouvelle-Zélande | 1–2      | Pays-Bas         |
| 9     | 8 août  | Vannes     | France           | 0–0      | Nouvelle-Zélande |
| 10    | 8 août  | Vannes     | Pays-Bas         | 4–0      | Ghana            |
| 17    | 12 août | Saint-Malo | Pays-Bas         | 0–4      | France           |
| 18    | 12 août | Concarneau | Ghana            | 1–0      | Nouvelle-Zélande |

### Groupe B
| Rang | Équipe        | Pts | J | G | N | P | Bp | Bc | Diff |
| ---- | ------------- | --- | - | - | - | - | -- | -- | ---- |
| 1    | Angleterre    | 7   | 3 | 2 | 1 | 0 | 10 | 3  | +7   |
| 2    | Corée du Nord | 6   | 3 | 2 | 0 | 1 | 5  | 5  | 0    |
| 3    | Mexique       | 3   | 3 | 1 | 2 | 1 | 5  | 10 | -5   |
| 4    | Brésil        | 1   | 3 | 0 | 1 | 2 | 4  | 6  | -2   |

| Match | Date         | Lieu        | Équipe 1      | Résultat | Équipe 2      |
| ----- | ------------ | ----------- | ------------- | -------- | ------------- |
| 3     | 5 août 2018  | Dinan-Léhon | Corée du Nord | 1–3      | Angleterre    |
| 4     | 5 août 2018  | Dinan-Léhon | Mexique       | 3–2      | Brésil        |
| 11    | 8 août 2018  | Dinan-Léhon | Corée du Nord | 2–1      | Mexique       |
| 12    | 8 août 2018  | Dinan-Léhon | Brésil        | 1–1      | Angleterre    |
| 19    | 12 août 2018 | Concarneau  | Brésil        | 1–2      | Corée du Nord |
| 20    | 12 août 2018 | Saint-Malo  | Angleterre    | 6–1      | Mexique       |

### Groupe C
| Rang | Équipe     | Pts | J | G | N | P | Bp | Bc | Diff |
| ---- | ---------- | --- | - | - | - | - | -- | -- | ---- |
| 1    | Espagne    | 7   | 3 | 2 | 1 | 0 | 7  | 3  | +4   |
| 2    | Japon      | 6   | 3 | 2 | 0 | 1 | 7  | 1  | +6   |
| 3    | États-Unis | 4   | 3 | 1 | 1 | 1 | 8  | 3  | +5   |
| 4    | Paraguay   | 0   | 3 | 0 | 0 | 3 | 1  | 16 | -15  |

| Match | Date         | Lieu        | Équipe 1   | Résultat | Équipe 2   |
| ----- | ------------ | ----------- | ---------- | -------- | ---------- |
| 5     | 6 août 2018  | Concarneau  | États-Unis | 0–1      | Japon      |
| 6     | 6 août 2018  | Concarneau  | Paraguay   | 1–4      | Espagne    |
| 13    | 9 août 2018  | Concarneau  | États-Unis | 6–0      | Paraguay   |
| 14    | 9 août 2018  | Concarneau  | Espagne    | 1–0      | Japon      |
| 19    | 13 août 2018 | Dinan-Léhon | Espagne    | 2–2      | États-Unis |
| 22    | 13 août 2018 | Vannes      | Japon      | 6–0      | Paraguay   |

### Groupe D
| Rang | Équipe    | Pts | J | G | N | P | Bp | Bc | Diff |
| ---- | --------- | --- | - | - | - | - | -- | -- | ---- |
| 1    | Allemagne | 9   | 3 | 3 | 0 | 0 | 6  | 2  | +4   |
| 2    | Nigeria   | 4   | 3 | 1 | 1 | 1 | 2  | 2  | 0    |
| 3    | Chine     | 4   | 3 | 1 | 1 | 1 | 3  | 4  | -1   |
| 4    | Haïti     | 0   | 3 | 0 | 0 | 3 | 3  | 6  | -3   |

| Match | Date         | Lieu        | Équipe 1  | Résultat | Équipe 2  |
| ----- | ------------ | ----------- | --------- | -------- | --------- |
| 7     | 6 août 2018  | Saint-Malo  | Haïti     | 1–2      | Chine     |
| 8     | 6 août 2018  | Saint-Malo  | Nigeria   | 0–1      | Allemagne |
| 15    | 9 août 2018  | Saint-Malo  | Haïti     | 0–1      | Nigeria   |
| 16    | 9 août 2018  | Saint-Malo  | Chine     | 0–2      | Allemagne |
| 23    | 13 août 2018 | Vannes      | Allemagne | 3–2      | Haïti     |
| 24    | 13 août 2018 | Dinan-Léhon | Chine     | 1–1      | Nigeria   |

## Tableau final
|  | Quarts de finale                      | Quarts de finale                      |                                     |                                     | Demi-finales                        | Demi-finales                        |   |  | Finale                              | Finale                              |
|  | Quarts de finale                      | Quarts de finale                      |                                     |                                     | Demi-finales                        | Demi-finales                        |   |  | Finale                              | Finale                              |
|  |                                       |                                       |                                     |                                     |                                     |                                     |   |  |                                     |                                     |
|  | 16 août, Stade Guy-Piriou, Concarneau | 16 août, Stade Guy-Piriou, Concarneau |                                     |                                     | 20 août, Stade de la Rabine, Vannes | 20 août, Stade de la Rabine, Vannes |   |  | 24 août, Stade de la Rabine, Vannes | 24 août, Stade de la Rabine, Vannes |
|  | 16 août, Stade Guy-Piriou, Concarneau | 16 août, Stade Guy-Piriou, Concarneau |                                     |                                     | 20 août, Stade de la Rabine, Vannes | 20 août, Stade de la Rabine, Vannes |   |  | 24 août, Stade de la Rabine, Vannes | 24 août, Stade de la Rabine, Vannes |
|  | France                                | 1                                     |                                     |                                     | 20 août, Stade de la Rabine, Vannes | 20 août, Stade de la Rabine, Vannes |   |  | 24 août, Stade de la Rabine, Vannes | 24 août, Stade de la Rabine, Vannes |
|  | France                                | 1                                     |                                     |                                     | 20 août, Stade de la Rabine, Vannes | 20 août, Stade de la Rabine, Vannes |   |  | 24 août, Stade de la Rabine, Vannes | 24 août, Stade de la Rabine, Vannes |
|  | Corée du Nord                         | 0                                     |                                     |                                     | 20 août, Stade de la Rabine, Vannes | 20 août, Stade de la Rabine, Vannes |   |  | 24 août, Stade de la Rabine, Vannes | 24 août, Stade de la Rabine, Vannes |
|  | Corée du Nord                         | 0                                     | France                              | 0                                   |                                     |                                     |   |  | 24 août, Stade de la Rabine, Vannes | 24 août, Stade de la Rabine, Vannes |
|  | 16 août, Stade Guy-Piriou, Concarneau |                                       | France                              | 0                                   |                                     |                                     |   |  | 24 août, Stade de la Rabine, Vannes | 24 août, Stade de la Rabine, Vannes |
|  |                                       | Espagne                               | 1                                   |                                     |                                     |                                     |   |  | 24 août, Stade de la Rabine, Vannes | 24 août, Stade de la Rabine, Vannes |
|  | Espagne                               | Espagne                               | 1                                   | 2                                   |                                     |                                     |   |  | 24 août, Stade de la Rabine, Vannes | 24 août, Stade de la Rabine, Vannes |
|  | Espagne                               |                                       |                                     | 2                                   |                                     |                                     |   |  | 24 août, Stade de la Rabine, Vannes | 24 août, Stade de la Rabine, Vannes |
|  | Nigeria                               | 1                                     |                                     |                                     |                                     |                                     |   |  | 24 août, Stade de la Rabine, Vannes | 24 août, Stade de la Rabine, Vannes |
|  | Nigeria                               | 1                                     | Espagne                             | 1                                   |                                     |                                     |   |  |                                     |                                     |
|  | 17 août, Stade de la Rabine, Vannes   |                                       | Espagne                             | 1                                   |                                     |                                     |   |  |                                     |                                     |
|  |                                       | Japon                                 | 3                                   |                                     |                                     |                                     |   |  |                                     |                                     |
|  | Angleterre                            | Japon                                 | 3                                   | 2                                   |                                     |                                     |   |  |                                     |                                     |
|  | Angleterre                            | 20 août, Stade de la Rabine, Vannes   |                                     | 2                                   |                                     |                                     |   |  |                                     |                                     |
|  | Pays-Bas                              | 1                                     |                                     |                                     |                                     |                                     |   |  |                                     |                                     |
|  | Pays-Bas                              | 1                                     | Angleterre                          | 0                                   |                                     |                                     |   |  |                                     |                                     |
|  | 17 août, Stade de la Rabine, Vannes   | 17 août, Stade de la Rabine, Vannes   | Angleterre                          | 0                                   | Match pour la 3e place              | Match pour la 3e place              |   |  |                                     |                                     |
|  | 17 août, Stade de la Rabine, Vannes   | 17 août, Stade de la Rabine, Vannes   |                                     | Japon                               | Match pour la 3e place              | Match pour la 3e place              | 2 |  |                                     |                                     |
|  | Allemagne                             | 1                                     | 24 août, Stade de la Rabine, Vannes | 24 août, Stade de la Rabine, Vannes |                                     |                                     | 2 |  |                                     |                                     |
|  | Allemagne                             | 1                                     | 24 août, Stade de la Rabine, Vannes | 24 août, Stade de la Rabine, Vannes |                                     |                                     |   |  |                                     |                                     |
|  | Japon                                 | 3                                     |                                     | France                              | 1 (2)                               |                                     |   |  |                                     |                                     |
|  | Japon                                 | 3                                     |                                     | France                              | 1 (2)                               |                                     |   |  |                                     |                                     |
|  |                                       |                                       |                                     |                                     |                                     |                                     |   |  | Angleterre                          | 1 tab(4)                            |
|  |                                       |                                       |                                     |                                     |                                     |                                     |   |  | Angleterre                          | 1 tab(4)                            |

### Match pour la troisième place
| Petite finale      | France                              | 1 – 1             | Angleterre                              | Stade de la Rabine, Vannes |                           |
| 24 août 2018 16h00 | Laurent 68e (pen.)                  | (0 – 0)           | 46e Stanway                             | Arbitrage : Gladys Lengwe  | Arbitrage : Gladys Lengwe |
| 24 août 2018 16h00 | Thibaud · Bacha · Laurent · Delabre | Tirs au but 2 - 4 | Stanway · Hemp · Russo · Peplow · Allen | Arbitrage : Gladys Lengwe  | Arbitrage : Gladys Lengwe |

### Finale
| Finale             | Japon                                    | 3 – 1   | Espagne     | Stade de la Rabine, Vannes     |                                |
| 24 août 2018 19h30 | Miyazawa 38e · Takarada 57e · Nagano 65e | (1 – 0) | 71e Andujar | Arbitrage : Stéphanie Frappart | Arbitrage : Stéphanie Frappart |

## Distinctions
- Ballon d'or Adidas :

1. Patricia Guijarro
2. Saori Takarada
3. Moeka Minami

- Soulier d'or Adidas :

1. Patricia Guijarro
2. Georgia Stanway
3. Saori Takarada

- Gant d'or Adidas :  Sandy MacIver
- Distinction Fair Play :  Japon